# جیمز استوارت
جیمز میتلند «جیمی» استوارت (به انگلیسی: James "Jimmy" Mitland Stewart) (زادهٔ ۲۰ مهٔ ۱۹۰۸ – درگذشتهٔ ۲ ژوئیهٔ ۱۹۹۷) بازیگر آمریکایی و افسر ارشد ارتش بود.
استوارت در ایندیانا متولد، و بزرگ شد. بازیگری را در دانشگاه پرینستون آغاز کرد و در سال ۱۹۳۲ فارغ التحصیل شد، او به عنوان یک بازیگر تئاتر شروع به کار کرد در فیلم کمدی فرانک کاپرا، نمی توانی این را با خودت ببری (۱۹۳۸) به موفقیت دست یافت. یک سال بعد، استوارت اولین نامزدی از پنج نامزدی اسکار خود را برای بازی در فیلم آقای اسمیت به واشنگتن می رود (۱۹۳۹) اثر فرانک کاپرا به دست آورد. سال بعد او جایزه اسکار بهترین بازیگر مرد، تنها اسکار رقابتی دوران حرفه ای خود را برای بازی در داستان فیلادلفیا  (۱۹۴۰) دریافت کرد. اولین نقش استوارت پس از جنگ در نقش جورج بیلی در فیلم زندگی شگفت انگیز است (۱۹۴۶) اثر فرانک کاپرا بود.اگرچه این فیلم پس از اکران موفقیت تجاری چشمگیری نداشت، اما او نامزدی اسکار را به دست آورد و این فیلم به یکی از بهترین فیلم های کلاسیک کریسمس و همچنین یکی از شناخته شده ترین نقش های او تبدیل شد. استوارت به‌عنوان یکی از محبوب‌ترین ستاره‌های سینمای دهه ۵۰ میلادی، در فیلم‌هایی به کارگردانی آنتونی مان، از جمله وینچستر ۷۳ (۱۹۵۰) و مهمیز برهنه (۱۹۵۳)، شخصیت‌های تیره‌تر و از نظر اخلاقی جدی تر بازی کرد. ، و آلفرد هیچکاک از جیمز استوارت در فیلم های طناب (۱۹۴۸)، پنجره عقبی (۱۹۵۴)، مردی که زیاد می‌دانست (۱۹۵۶) و سرگیجه (۱۹۵۸) استفاده کرد.  در این مدت او برای نقش‌هایش در کمدی هاروی(۱۹۵۰) و درام دادگاهی تشریح یک قتل (۱۹۵۹) نامزد جایزه اسکار شد.
استوارت همچنین در بزرگترین نمایش روی زمین (۱۹۵۲)، روح سنت لوئیس (۱۹۵۷)، پرواز ققنوس (۱۹۶۵) و همچنین فیلم های وسترن چگونه غرب تسخیر شد (۱۹۶۲)، مردی که لیبرتی والانس را کشت (۱۹۶۲) بازی کرد. او در طول دهه ۱۹۶۰ در بسیاری از کمدی های خانوادگی محبوب ظاهر شد.
مؤسسهٔ فیلم آمریکا در سال ۱۹۹۹ او را در ردهٔ سوم برترین هنرپیشگان مرد تاریخ سینما قرار داد.
از فیلم‌های این بازیگر می‌توان به سرگیجه، پنجره عقبی، چه زندگی شگفت‌انگیزی، تشریح یک قتل، مردی که لیبرتی والانس را کشت و فیلم شناندوا (در ایران باعنوان گلوله مرز نمی‌شناسد منتشر شده) اشاره کرد.

## زندگی
جیمز میتلند استوارت در ۲۰ مهٔ ۱۹۰۸ در شهر ایندیانای ایالت پنسیلوانیا زاده شد.او بزرگ ترین فرزند و تنها فرزند پسر پدر و مادرش بود و دو خواهر کوچکتر از خودش به نام های، مری (۱۹۱۲-۱۹۷۶) و ویرجینیا (۱۹۱۴-۱۹۷۲) داشت.او اصلیتی اسکاتلندی-ایرلندی داشت. خانواده استوارت برای نسل‌های زیادی در پنسیلوانیا زندگی کردند. پدر استوارت فروشگاه اش را اداره می کرد، پدر جیمز استوارت امیدوار بود پسرش پس از حضور در دانشگاه پرینستون، طبق سنت خانواده، فروشگاه خانوادگی‌شان را اداره کند. مادر استوارت پیانیست بود و موسیقی بخش مهمی از زندگی خانوادگی بود. روزی مشتری در فروشگاه قادر به پرداخت صورت حساب خود نبود، بنابراین پدر استوارت به جای پول  یک آکاردئون قدیمی را به عنوان طلب‌اش پذیرفت. استوارت نواختن ساز را با کمک یک آرایشگر محلی آموخت.استوارت که کودکی خجالتی بود، بیشتر وقت خود را بعد از مدرسه در زیرزمین می‌گذراند و روی هواپیماهای مدل،  کار می‌کرد. او دوره دبستان تا دبیرستان را در مدرسه نمونه ویلسون تحصیل کرد. او دانش آموز تیزهوشی نبود و نمرات متوسط تا پایین می گرفت. استوارت که توسط پدر عمیقاً مذهبی خود به عنوان یک پروتستان بزرگ شده بود، بیشتر عمر خود را به کلیسا می رفت. خانوادهٔ اصالتاً اسکاتلندی-ایرلندی‌اش از آن آمریکایی‌های قدیمی و متعهد به وطن بودند و پدربزرگش هم ژنرال بود. این فرهنگ خانوادگی در جیمز استوارت تبلور خاصی پیدا کرد. پس از این‌که بدون هیچ آموزش بازیگری به سینما وارد شد، در فیلم‌های کارگردانان معروفی چون کاپرا، هیچکاک، آلدریچ، آنتونی مان و… بازی کرد و در دوران رکود اقتصادی آمریکای پس از جنگ جهانی، به قلب‌های مردم راه گشود و میان همه قشرها محبوبیت زیادی پیدا کرد. او در اکثر فیلم‌هایش نقش مردی خوب و ساده‌لوح را ایفا کرد و در وسترن‌هایش قوی و ثابت‌قدم نشان داد. بلندی قدش ۱۹۱ سانتی‌متر بود و او را از دوستان و همکارانش متمایز می‌کرد.

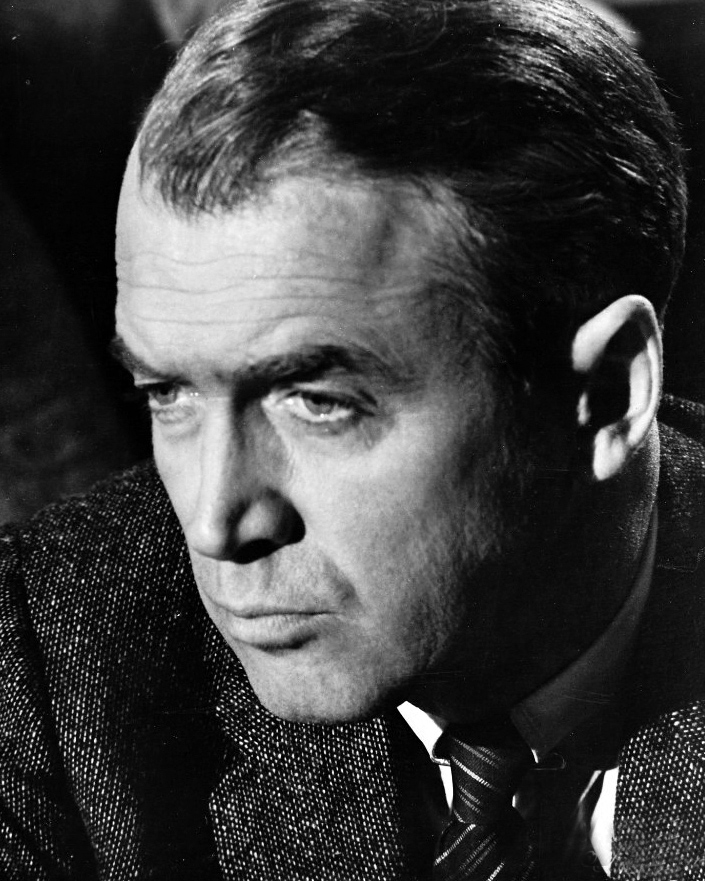
جیمز استوارت ۱۹۵۹

## همکاری با هیچکاک و مان
استوارت با ورود به حوزهٔ همکاری با کارگردانی به نام آنتونی مان، وارد حوزهٔ قلمرو غربی سینمای جهان شد. اولین همکاری استوارت به عنوان بازیگر در فیلم‌های مان به سال ۱۹۵۰، برای بازی در فیلم وینچستر ۷۳ بازمی‌گردد.
همچنین او در چهار فیلم سرگیجه، پنجره عقبی، طناب و مردی که زیاد می‌دانست (۱۹۵۶) تجربه‌های موفقی در همکاری با آلفرد هیچکاک داشته و همواره از بازیگران محبوب هیچکاک بوده‌است.

## درگذشت

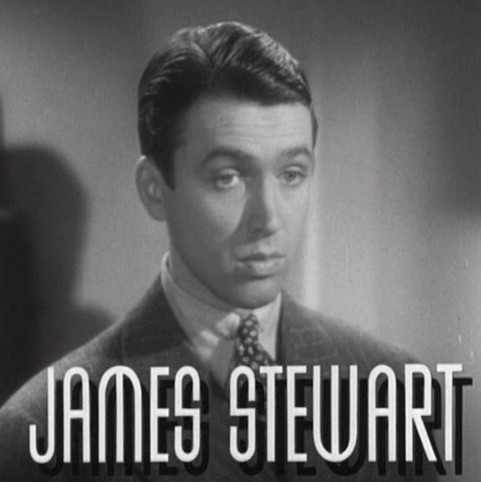
تصویر جیمز استوارت در تیتراژ فیلم به دنبال مرد لاغر، ۱۹۳۶، اثر دبلیو. اس. ون دایک

در فوریه ۱۹۹۴ که همسرش فوت کرد، او نتوانست با این اتفاق کنار بیاید. بعد از مراسم خاکسپاری زیاد در مجامع عمومی ظاهر نشد و بیشتر وقت‌اش را در اتاق خواب همسرش می‌گذراند. به گفته روزنامه‌های آن زمان پس از مدتی بیماری آلزایمر گرفت. به هر حال آن قدر این اتفاق برای استوارت سنگین بود که دیگر نتوانست به زندگی عادی برگردد و در نهایت سه سال بعد در ۲ ژوئیهٔ ۱۹۹۷ درگذشت. بیش از ۳۰۰۰ نفر، که عمدتاً از آدم‌های مشهور هالیوود بودند، در مراسم خاکسپاری او شرکت داشتند.

## افتخارات
او در فهرست صد ستارهٔ تمام دوران مجلهٔ امپایر در جای دهم ایستاد. در نظرسنجی سال ۱۹۹۹ اینترتینمنت ویکلی بهترین هنرپیشهٔ کلاسیک لقب گرفت. بنیاد فیلم آمریکا او را به‌عنوان سومین فرد در فهرست پنجاه بازیگر اسطوره‌ای قرار داد؛ ستاره‌ای که بی‌رنگ درخشید.
او برندهٔ اسکار بهترین بازیگر نقش اول مرد برای فیلم داستان فیلادلفیا (۱۹۴۰) شد. همچنین، نامزد بهترین بازیگر نقش اول مرد برای فیلم هاروی (۱۹۵۰) گلدن گلوب شد.

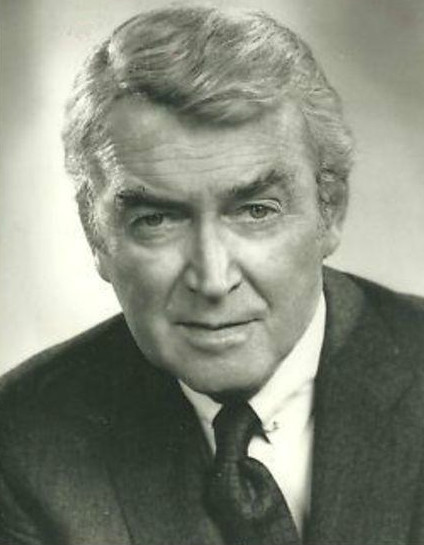
در سال ۱۹۷۲

## بخشی از فیلم‌شناسی

تمبر جیمز استوارت، ۱۳امین تمبر از سری افسانه‌های هالیوود

| نام فیلم                     | کارگردان                            | سال تولید |
| ---------------------------- | ----------------------------------- | --------- |
| رزماری                       | دبلیو. اس. ون دایک                  | ۱۹۳۶      |
| سرعت                         | ادوین ال مارین                      | ۱۹۳۶      |
| دختر شهر کوچک                | ویلیام ولمن و رابرت زی. لنرد        | ۱۹۳۶      |
| به دنبال مرد لاغر            | دبلیو. اس. ون دایک                  | ۱۹۳۶      |
| هفتمین بهشت                  | هنری کینگ                           | ۱۹۳۷      |
| نیوی بلو و گلد               | سم وود                              | ۱۹۳۷      |
| نمی‌توانی این را با خودت ببری | فرانک کاپرا                         | ۱۹۳۸      |
| آقای اسمیت به واشینگتن می‌رود | فرانک کاپرا                         | ۱۹۳۹      |
| دستری دوباره می‌راند          | جرج مارشال                          | ۱۹۳۹      |
| فروشگاه کنار خیابان          | ارنست لوبیچ                         | ۱۹۴۰      |
| داستان فیلادلفیا             | جرج کیوکر                           | ۱۹۴۰      |
| بیا با من زندگی کن           | کلارنس براون                        | ۱۹۴۱      |
| چه زندگی شگفت‌انگیزی          | فرانک کاپرا                         | ۱۹۴۶      |
| طناب                         | آلفرد هیچکاک                        | ۱۹۴۸      |
| هاروی                        | هنری کاستر                          | ۱۹۵۰      |
| وینچستر ۷۳                   | آنتونی مان                          | ۱۹۵۰      |
| پیکان شکسته                  | دلمر دیوز                           | ۱۹۵۰      |
| خم رودخانه                   | آنتونی مان                          | ۱۹۵۲      |
| بزرگ‌ترین نمایش روی زمین      | سیسیل بی. دمیل                      | ۱۹۵۲      |
| مهمیز برهنه                  | آنتونی مان                          | ۱۹۵۳      |
| ثاندر بی                     | آنتونی مان                          | ۱۹۵۳      |
| داستان گلن میلر              | آنتونی مان                          | ۱۹۵۴      |
| پنجره عقبی                   | آلفرد هیچکاک                        | ۱۹۵۴      |
| مردی از لارامی               | آنتونی مان                          | ۱۹۵۵      |
| مرکز هوایی استراتژیک         | آنتونی مان                          | ۱۹۵۵      |
| مردی که زیاد می‌دانست         | آلفرد هیچکاک                        | ۱۹۵۶      |
| روح سنت لوئیس                | بیلی وایلدر                         | ۱۹۵۷      |
| سرگیجه                       | آلفرد هیچکاک                        | ۱۹۵۸      |
| زنگ، کتاب و شمع              | ریچارد کواین                        | ۱۹۵۸      |
| تشریح یک قتل                 | اتو پرمینگر                         | ۱۹۵۹      |
| داستان اف‌بی‌آی                | مرلین لیروی                         | ۱۹۵۹      |
| ایکس- ۱۵                     | ریچارد دانر                         | ۱۹۶۱      |
| دو نفر با هم تاختند          | جان فورد                            | ۱۹۶۱      |
| مردی که لیبرتی والانس را کشت | جان فورد                            | ۱۹۶۲      |
| چگونه غرب تسخیر شد           | جان فورد - هنری هاتاوی - جرج مارشال | ۱۹۶۲      |
| پاییز قبیله شاین             | جان فورد                            | ۱۹۶۴      |
| پرواز ققنوس                  | رابرت آلدریچ                        | ۱۹۶۵      |
| شناندوا                      | اندرو وی. مک‌لاگلن                   | ۱۹۶۵      |
| نسل کمیاب                    | اندرو وی. مک‌لاگلن                   | ۱۹۶۶      |
| باندولرو!                    | اندرو وی. مک‌لاگلن                   | ۱۹۶۸      |
| رژه احمقان                   | اندرو وی. مک‌لاگلن                   | ۱۹۷۱      |
| دنیا در جنگ                  | دیوید الستین                        | ۱۹۷۴      |
| تیرانداز                     | دان سیگل                            | ۱۹۷۶      |
| فرودگاه ۷۷                   | جری جیمسون                          | ۱۹۷۷      |